# Семёновский Вал
Семёновский Вал (до 7 июня 1922 года — Семёновский Ка́мер-Колле́жский Вал) — улица в Восточном административном округе города Москвы на территории района Соколиная Гора.

## История
Улица получила современное название 7 июня 1922 года, до переименования называлась Семёновский Камер-Коллежский Вал. И современное, и историческое названия даны как части Камер-Коллежского вала, примыкавшей к Семёновской солдатской слободе и Семёновской заставе.

## Расположение
Улица Семёновский Вал проходит от Большой Семёновской улицы и Измайловского шоссе на юго-запад и, соединяясь с Семёновским проездом, примыкающим с северо-востока, проходит до Семёновского путепровода, за которым продолжается как улица Госпитальный Вал. Между улицей Семёновский Вал, Большой Семёновской улицей, Измайловским шоссе, Семёновским проездом и проспектом Будённого расположен парк на месте бывшего Семёновского кладбища. Нумерация домов начинается от Большой Семёновской улицы.

## Здания и сооружения
- № 8 — Пожарная часть № 15 (Лефортовская пожарная часть). Открыта 8 сентября 1928 года[3]. Построена по типовому проекту А. В. Куровского и первоначально имела каланчу[4] (ныне демонтирована). При пожарной части действовала школа подготовки квалифицированных работников пожарного дела[5].

## Транспорт

### Автобус
- 59: от Большой Семёновской улицы до Семёновского проезда и обратно.
- 730: от Семёновского проезда до Большой Семёновской улицы.

### Электробус
- т25: от Семёновского проезда до Большой Семёновской улицы.
- т88: от Семёновского проезда до Большой Семёновской улицы.

### Метро
- Станция метро «Семёновская» Арбатско-Покровской линии — севернее улицы, на Семёновской площади.
- Станции метро «Электрозаводская» Арбатско-Покровской линии и «Электрозаводская» Большой кольцевой линии (соединены переходом) — северо-западнее проезда, на Большой Семёновской улице.

### Железнодорожный транспорт
- Платформа Электрозаводская Рязанского направления Московской железной дороги — северо-западнее проезда, на Большой Семёновской улице.